# Psilochalcis festiva
Psilochalcis festiva is een vliesvleugelig insect uit de familie bronswespen (Chalcididae). De wetenschappelijke naam is voor het eerst geldig gepubliceerd in 1962 door Steffan.